# Philippe Van Leeuw
Philippe Van Leeuw (* 1954 in Brüssel) ist ein belgischer Kameramann und Filmregisseur.

## Leben
Van Leeuw studierte an der Brüsseler Filmschule Institut Supérior des Arts und nahm anschließend ein Kamera-Studium am American Film Institute in Los Angeles auf. Er stand dort in der Lehre von Sven Nykvist und Conrad Hall. Zurück in Europa widmete er sich der Arbeit an verschiedenen Dokumentarfilmen und war in der Werbung tätig. Mit dem Film Das Leben Jesu (La vie de Jésus) von Bruno Dumont absolvierte Van Leeuw 1997 sein Spielfilmdebüt als Kameramann. Ab diesem Zeitpunkt war Van Leeuw an zahlreichen Fernsehfilmen und Kurzfilmen beteiligt.
2009 gab er mit Ruanda – The Day God Walked Away (Le jour où Dieu est parti en voyage) sein Regiedebüt. Nach weiteren Arbeiten als Kameramann, u. a. Asfouri (2012) und Stable Unstable (2013), die jeweils zum Dubai International Film Festival eingeladen wurden, realisierte Van Leeuw 2016 Innen Leben (Insyriated). Der Film lief bei der Berlinale 2017 in der Sektion „Panorama“ und erhielt dort den Publikumspreis für den besten Spielfilm sowie das „Label Europa Cinemas“.

## Filmografie (Auswahl)
Kamera
- 1997: La vie de Jésus
- 1998: Geheimnisse am Fluss (Plus qu‘hier, moins que demain)
- 1998: Franck Spadone
- 2006: Le dernier des fous

Regie
- 2009: Ruanda – The Day God Walked Away (Le jour où Dieu est parti en voyage)
- 2017: Innen Leben (Insyriated)